# Dichrozona cincta
El hormiguero bandeado u hormiguerito bandeado (Dichrozona cincta), es una especie de ave paseriforme de la familia Thamnophilidae, la única especie del género Dichrozona. Es nativa de la cuenca del Amazonas en América del Sur.

## Distribución y hábitat
Se distribuye por el extremo suroeste de Venezuela (suroeste de Amazonas), centro sur y sureste de Colombia (a lo largo de la base oriental de los Andes hacia el sur desde Meta y este de Guainía), este de Ecuador, este de Perú, y noroeste y sur de la Amazonia en Brasil (cuenca del alto río Negro, y desde el oeste de Amazonas hacia el este hasta Pará en la cuenca del río Xingú y hacia el sur hasta Acre y norte de Rondônia) al sur hasta el noroeste de Bolivia (Pando, Beni, La Paz).
Esta especie es considerada poco común en su hábitat natural: el suelo de selvas húmedas de terra firme, donde prefiere áreas con el sotobosque más abierto. Principalmente debajo de los 450 m de altitud.

## Descripción
Mide entre 9 y 10 cm de longitud y pesa entre 14 y 15,5 g. La cola es corta y el pico largo y esbelto. Presenta dimorfismo sexual. El macho es pardo castaño por arriba, con una estrecha lista superciliar blanca, la parte baja del dorso y la rabadilla son negras, cruzadas por una banda blanca visible; las alas son negras con dos barras pardo amarillentas visibles, las plumas externas de la cola son blancas. Por abajo es blanco con una banda de puntos negros a través del pecho. La hembra es similar pero con la rabadilla pardo amarillenta y ligeramente más pardo amarillenta por abajo.

## Comportamiento
El hormiguerito bandeado es más terrestre que la mayoría de los hormigueros pequeños, habitualmente camina por el suelo,  a menudo sacudiendo la cola mientras camina. Generalmente anda solitario, con menos frecuencia en pareja y nunca con bandadas mixtas.

### Alimentación
Se conoce muy poco sobre su dieta, probablemente consiste de diversos insectos y otros artrópodos.

### Reproducción
También se sabe muy poco sobre sus hábitos reproductivos. Un único nido descrito en el este de Ecuador, era en formato de taza abierta, colocada a 1 m del suelo, en una horquilla de un arbusto bajo en la selva.

### Vocalización
El canto es una larga serie de hasta 15 notas «puiíi», con una extraña calidad de campanilleo penetrante, persistentemente dada a cerca de una nota por segundo.

## Sistemática

### Descripción original
La especie D. cincta fue descrita por primera vez por el ornitólogo austríaco August von Pelzeln en 1868 bajo el nombre científico Cyphorhinus (Microcerculus) cinctus; la localidad tipo es «São Joaquim, Amazonas, Brasil».
El género Dichrozona fue descrito por el ornitólogo estadounidense Robert Ridgway en 1888, siendo la especie tipo Dichrozona zononota, hoy sinónimo de la presente especie.

### Etimología
El nombre genérico femenino «Dichrozona» se compone de las palabras del griego «di» que significa ‘doble’, «khroia» que significa ‘color’, y «zōnē» que significa ‘cinto’, ‘banda’; y el nombre de la especie «cincta», proviene del latín «cinctus» que significa ‘cintado’, ‘bandeado’.

### Taxonomía
Las relaciones de parentesco de esta especie son dudosas. Los ejemplares de los extremos de su zona de distribución difieren en la coloración del plumaje; las posibles subespecies stellata y zononota fueron descritas primariamente en función de la oscuridad y coloración de la corona y del dorso, de la oscuridad y extensión del color gris en los flancos, y de la medida y cantidad de los puntos en el pecho, pero la documentación comparativa parece ser insuficiente y se requieren más estudios.

### Subespecies
Según la clasificación del Congreso Ornitológico Internacional (IOC) se reconocen tres subespecies, con su correspondiente distribución geográfica:
- Dichrozona cincta cincta (Pelzeln, 1868) - este de Colombia, sur de Venezuela y noroeste de Brasil.
- Dichrozona cincta stellata (P.L. Sclater & Salvin, 1880) - este de Ecuador al oeste de Brasil.
- Dichrozona cincta zononota Ridgway, 1888 - centro oeste de Brasil y norte de Bolivia.

Las clasificaciones Clements Checklist v.2016, y Aves del Mundo no reconocen subespecies.